# Temelucha albipennis
Temelucha albipennis är en stekelart som först beskrevs av Zetterstedt 1838.  Temelucha albipennis ingår i släktet Temelucha och familjen brokparasitsteklar. Arten är reproducerande i Sverige. Inga underarter finns listade i Catalogue of Life.